# Galium simense
Galium simense är en måreväxtart som beskrevs av Johann Baptist Georg Wolfgang Fresenius. Galium simense ingår i släktet måror, och familjen måreväxter. Inga underarter finns listade i Catalogue of Life.